# Кім Чен Чхоль
У цьому корейському імені прізвище (Кім) стоїть перед особовим ім'ям.
Кім Чен Чхоль (кор. 김정철, нар. 25 вересня 1981, Пхеньян, Північна Корея) — син колишнього Верховного Керівника Північної Кореї Кім Чен Іра. Його молодший брат Кім Чен Ин — нинішній лідер Північної Кореї. Його старшого зведеного брата Кім Чен Нама було вбито в лютому 2017 року.
В 2007 році Чен Чхоль був призначений заступником керівника Трудової партії Кореї. Проте, 15 січня 2009 року, південнокорейське інформаційне агентство Yonhap News повідомило, що Кім Чен Ір обрав свого наймолодшого сина, Чен Ина на роль свого наступника, а не старших синів Чен Нама чи Чен Чхоля. Ці відомості знайшли підтвердження в квітні 2009 року коли Кім Чен Ин отримав керівницьку посаду низького рангу в Трудовій Партії Кореї, оскільки батько Кім Чен Іра Кім Ір Сен вчинив з сином так само перед призначенням на пост лідера Північної Кореї в 1994 році.

## Життєпис
Кім Чен Чхоль народився у вересні 1981 року. Його батько — лідер Північної Кореї — Кім Чен Ір (1941—2011), а мати — північнокорейська актриса та танцівниця — Ко Йон Хі (1952—2004).
До 2001 року наступником Кім Чен Іра на посаді керівника КНДР мав бути його найстарший син Кім Чен Нам від першої дружини — Сон Хе Рім. Але в травні 2001 року Кім Чен Нама було заарештовано в японському аеропорту Наріта. Він подорожував інкогніто з фальшивим паспортом громадянина Домініканської Республіки. Після затримання його депортували до Китаю. Внаслідок цього інциденту зганьблений Кім Чен Ір скасував запланований дипломатичний візит до Китаю. Кім Чен Нам втратив прихильність батька.
З лютого 2003 року в Північній Кореї почали запроваджуватись кроки задля підвищення популярності Кім Чен Чхоля. Корейська народна армія розпочала пропагандистську кампанію для звеличення матері Кім Чен Чхоля та його самого, використовуючи гасло «Шановна мати найвірнішого і найвідданішого дорогому товаришу Верховному Головнокомандувачу» — таким чином, очікувалось що Кім Чен Чхоль стане наступником батька.
Японський шеф-кухар Кендзі Фудзімото, який написав декілька книг про свою роботу в якості особистого кухара Кім Чен Іра, описував Чхоля як «надміру м'якого та жіночного» і казав, що він не підходить на роль керівника. Фудзімото був переконаний, що батько був більш прихильним до найменшого сина — Кім Чен Ина.
1 червня 2009 року стало відомо, що саме Кім Чен Ина було обрано в якості наступника свого батька на посту лідера Північної Кореї.
За даними колишнього заступника посла КНДР у Великій Британії Тхе Йон Хо, який втік в Південну Корею, зараз Кім Чен Чхоль веде спокійне й тихе життя, не втручається в політику, грає на гітарі в музичному гурті.